# Льюкский монастырь

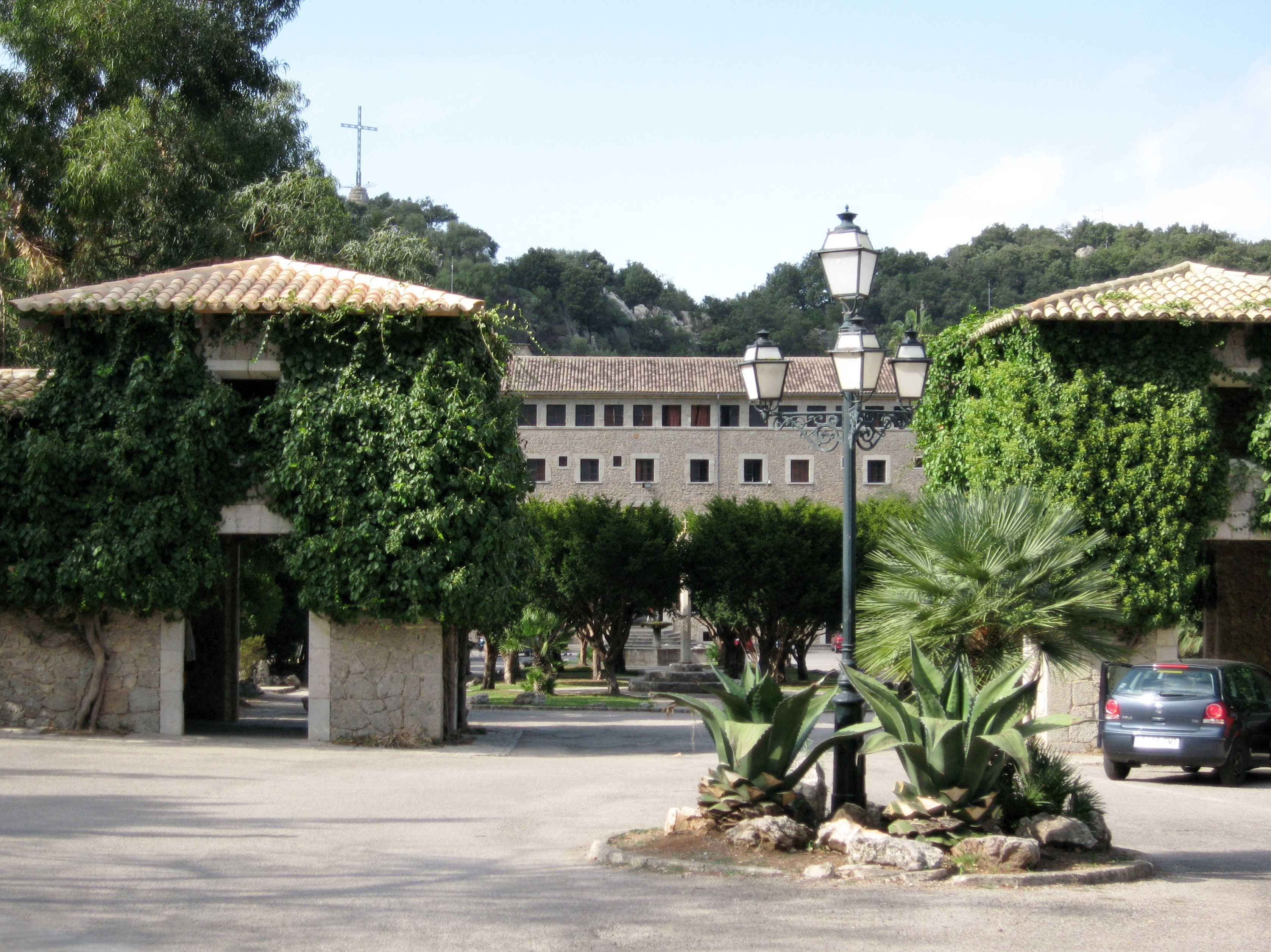
Льюкский монастырь

Льюкский монастырь, монастырь Пресвятой девы Марии Льюкской (исп. Santuario de Santa María de Lluc, кат. Santuari de Santa Maria de Lluc) — католический монастырь на острове Мальорка в Испании.

## Общие сведения
Монастырь расположен в северной части острова на склонах горного хребта Сьерра-де-Трамонтана, на высоте в 525 метров над уровнем моря. Обозначение Santuari переводится как Святыня и означает, что Льюкский монастырь является духовным центром острова. В отличие от других монастырей он управляется не настоятелем, а священником и здесь не обитает монашество. В монастыре почитается святая-покровительница Мальорки Богородица Льюкская (Mare de Déu de Lluc) в виде «Чёрной мадонны», называемой местными жителями sa Morenita (Темнокожая). Льюк является местом паломничества верующих, а также одной из главных туристических целей на Мальорке, которую ежегодно посещают около 1 миллиона человек.
В Рождественский сочельник в Льюкском монастыре хор «Эльс Блауетс» (Els Blauets) исполняет традиционноую «Сивиллину песню», которая с 2010 года внесена ЮНЕСКО в список шедевров нематериальной культуры человечества. Хор мальчиков «Эльс Блауетс» является самым старым на Майорке и одним из старейших в мире (название происходит от голубого цвета сутан, в которые они облачаются). Ассоциация Antics Blauets объединяет всех бывших воспитанников Льюкского монастыря.
Начиная с 1974 года в ночь на первую субботу августа из столицы Балеар Пальма-де-Мальорка стартует «Marxa des Güell a Lluc a peu» — праздничное шествие десятков тысяч паломников к Льюкскому монастырю (из 50 тысяч участников в 2012 году до конечной цели дошли около 15 тысяч человек).
Помимо самого монастыря, в Льюке находятся ботанический сад (открыт в 1956 году)) и Льюкский музей Museu de LLuc, с отделениями археологическим, керамики, картинной галереей и др. (открыт в 1954 году). История Льюкской обители задокументирована в материалах, хранящихся в архиве Льюкского коллежа (Arxiu del Coŀlegi de Lluc (ACL), состоящих из 5 000 печатных работ и 500 рукописных свитков, старейший из которых относится к 1244 году.
В поселении Льюк в 2007 году проживало 66 человек.

## История
Согласно преданию, вскоре после освобождения Мальорки из-под власти мавров в 1229 году молодой пастух-мусульманин в субботу среди скал, на берегу горного ручейка, на месте нынешней базилики обнаружил скрытую там статую Mare de Déu de Lluc, ставшую впоследствии святой-покровительницей Мальорки. Статуя эта была перенесена в церковь Эскорки, однако наутро пришедшие поклониться ей верующие увидели, что святыня исчезла. Найдена она была на том самом месте, где обнаружил её пастух. Доставленная вновь в церковь, наутро Чёрная мадонна вновь была обнаружена в горах острова. Вследствие этого священник их Эскорки повелел на месте находки воздвигнуть для Богоматери небольшую капеллу, получившую название Santuari de Santa Maria de Lluc.
Согласно историческим данным, первая церковь в Льюке была воздвигнута в 1230 году, через год после освобождения острова от мавров. В 1260 году, согласно воле короля Арагона, в Льюке была создана обитель Августинского ордена. Капелла Santa Maria de Lluc впервые письменно упомянута в завещании рыцаря Валенти де Сес-Торрес от 1268 года. В 1273 году к Льюку направлялись уже толпы паломников, несмотря на достаточно опасный путь. Лишь в конце XIV столетия из города Инка в центральной части Мальорки к Льюку была проложена удобная дорога.
С увеличением количества паломников в XV веке происходят изменения в административном управлении монастырём. Во главе его создаётся коллегия священников. В 1456 году местная церковь (Església de Lluc) получает от папы Каликста III права соборной церкви, а в 1531 году от Климента VII особые права католического служения согласно булле Pastoralis officii.
Найденная в горах Серра-де-Трамонтана святая статуя была утрачена ещё в Средневековье и в 1520 году заменена скульптурой «Чёрной мадонны» фламандской работы (в готическом стиле), которую и ныне можно увидеть в местной базилике.
В 1586 году для отдыха паломников было построено нынешнее здание святилища Santuari de Lluc, и в 1589 — разбит звездообразный, в стиле Ренессанса источник перед ним — как водопой для мулов, осликов и лошадей верующих. Нынешнее здание базилики Església de Lluc выстроено в стиле эпохи Возрождения и возводилось с 1622 по 1691 год, алтарь её был освящён в 1684 году.
В 1707 году базилика получила от претендента на испанский трон Карла III Австрийского почётный титул «Королевской капеллы».
В августе 1884 года, по повелению папы Льва XIII, епископ Мальорки Хайме Матеу украсил голову статуи Мадонны короной, а саму скульптуру — драгоценными камнями.
Льюкский монастырь с 1891 года управляется католическим орденом Святого Сердца Иисусова.